# Mammillaria formosa
Mammillaria formosa (укр. Мамілярія формоза, Мамілярія красива, Мамілярія прекрасна) — сукулентна рослина з роду мамілярія (Mammillaria) родини кактусових (Cactaceae).

## Етимологія

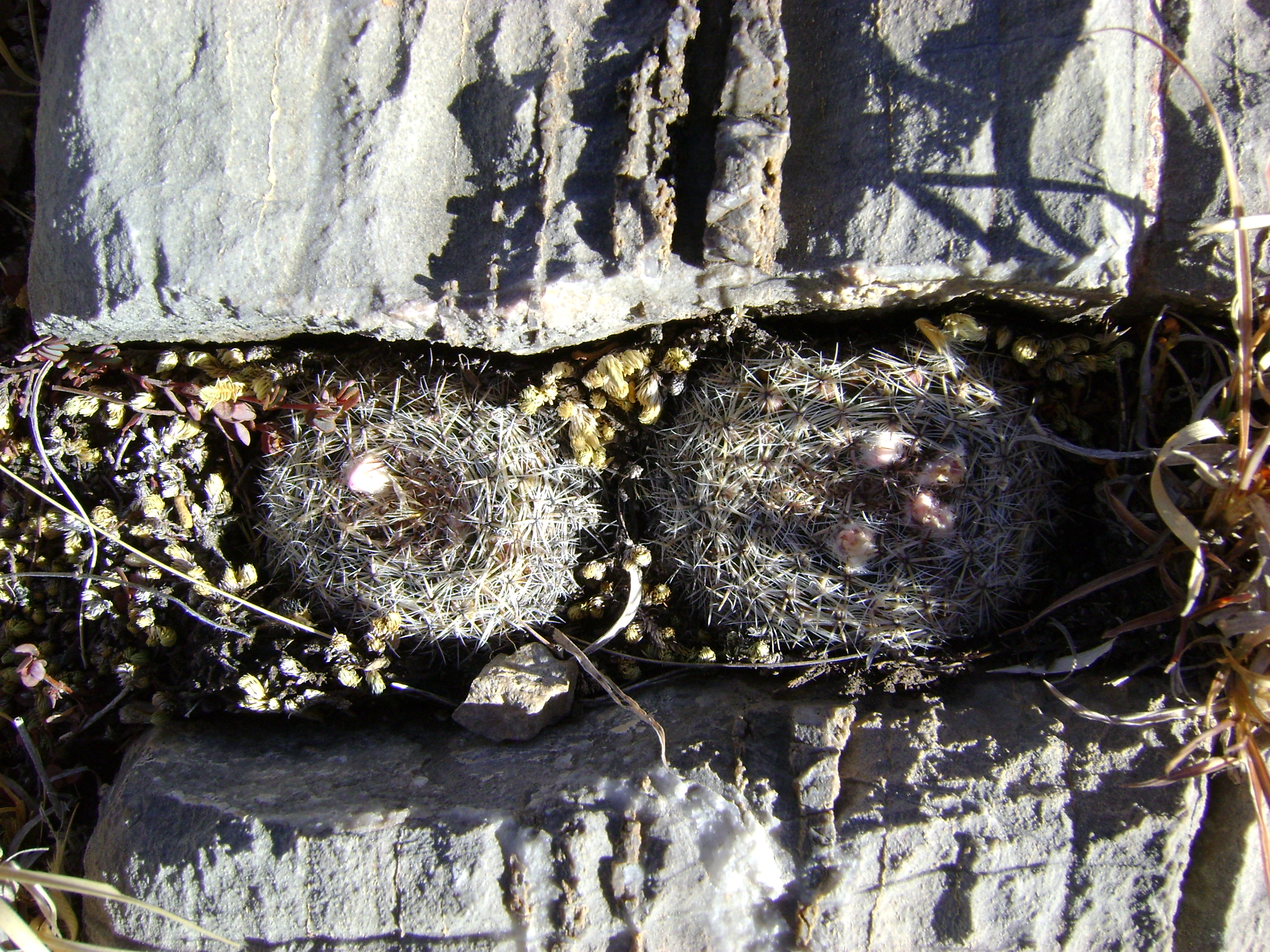
Mammillaria formosa поблизу міста Доктор-Арройо, Нуево-Леон

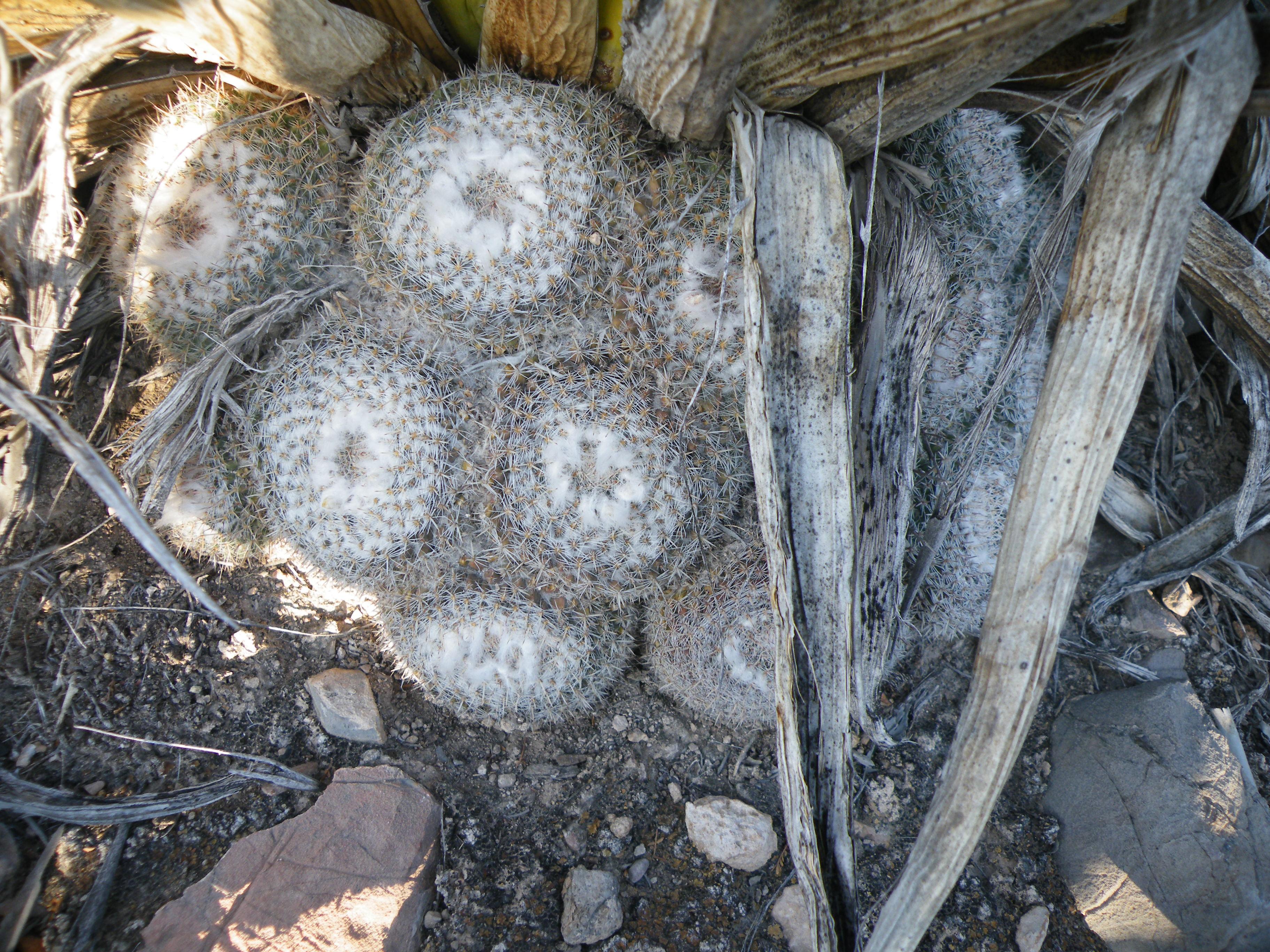
Mammillaria formosa поблизу міста Консепсьйон-дель-Оро

Видова назва походить від лат. formosa — красива, прекрасна.

## Ареал
Енденмічна рослина Мексики. Ареал охоплює штати Аґуаскальєнтес, Ґуанахуато, Керетаро, Коауїла, Ідальго, Тамауліпас, Нуево-Леон і Сан-Луїс-Потосі.

## Морфологічний опис
Рослини одиночні, іноді з віком групуються.

Стебло приплюснуто-кулясте до коротко-циліндрового, висотою 15-20 см, 9-10 см або більше в діаметрі.

Епідерміс — світло-зелений.

Маміли — стислі, пірамідальні, з молочним соком.

Аксили — з білим пухом.

Центральних колючок — 4-7, зазвичай 6, рожеві з темнішими кінцями, довжиною до 8 мм.

Радіальних колючок — 20-24, іноді відсутні, тонкі, голко- або щетиноподібні, іноді сплюснені, білі, довжиною 3-6 мм.

Квіти — від білих до рожевих, 10-15 мм завдовжки і в діаметрі.

Плоди — червоні.

Насіння — коричневе.

## Підвиди

### Mammillaria formosa subsp. chionocephala

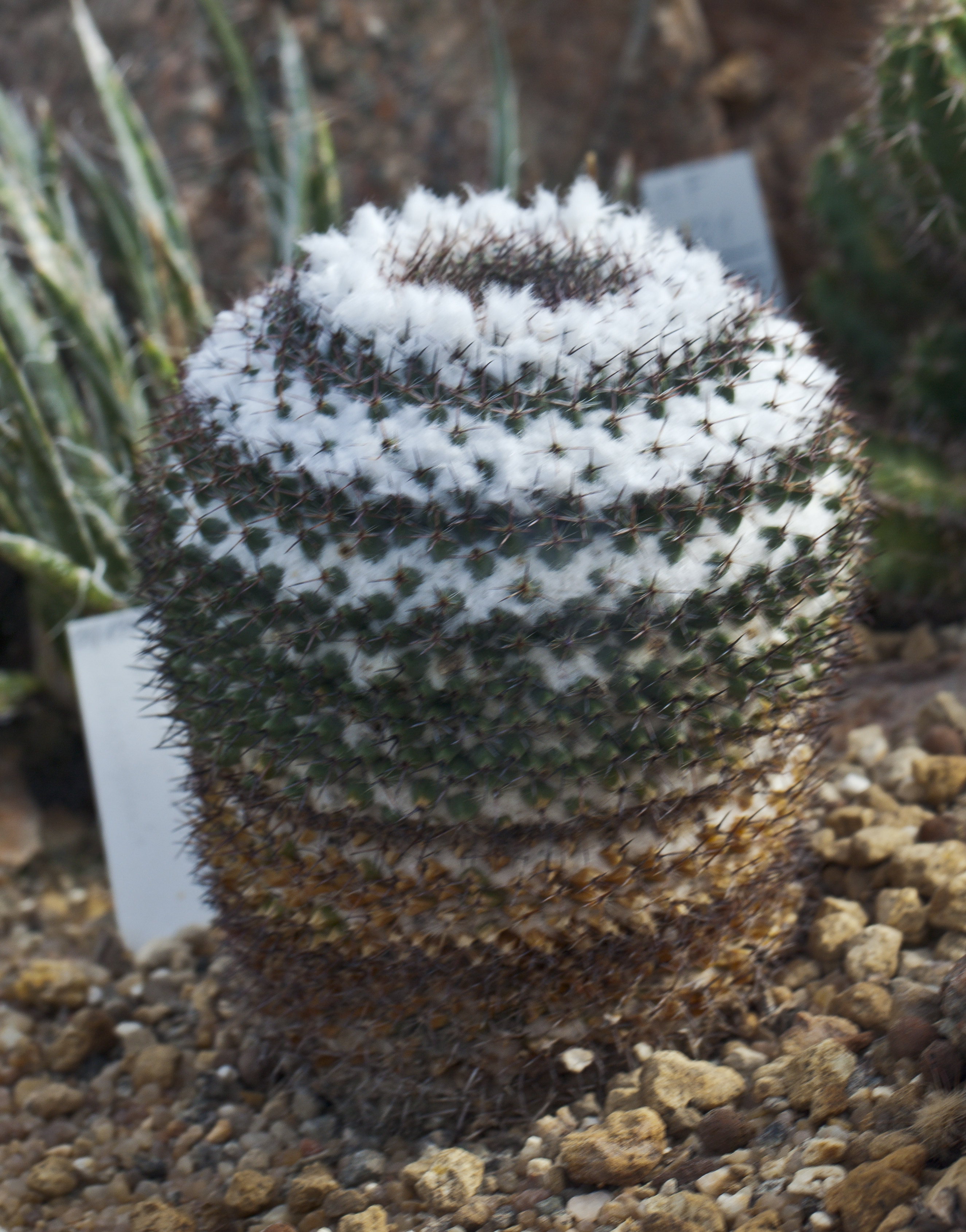
Mammillaria formosa subsp. chionocephala = Mammillaria chionocephala

Mammillaria formosa ssp. chionocephala (J.A.Purpus) D.R.Hunt — сучасні дослідники на чолі з Едвардом Андерсоном виділяють цей таксон в окремий вид Mammillaria chionocephala J.A.Purpus.

### Mammillaria formosa subsp. formosa
Mammillaria formosa ssp. formosa Scheidw. — типовий підвид.

### Mammillaria formosa subsp. microthele

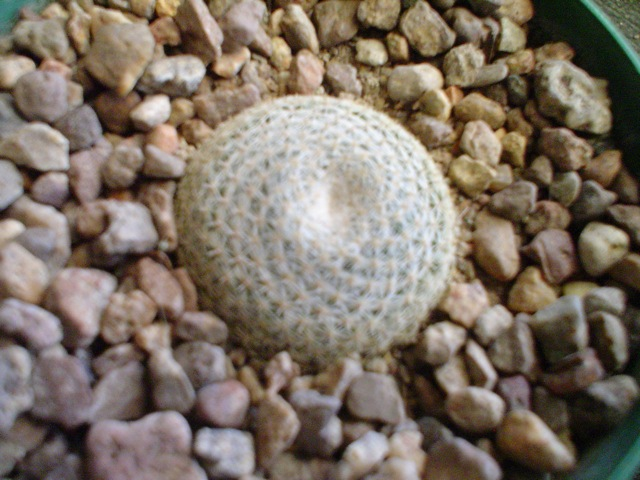
Mammillaria formosa subsp. microthele

Mammillaria formosa subsp. microthele (Muehlenpfordt) D.R.Hunt 1997

Маміли 7 мм завдовжки.

Радіальних колючок — 22-24, від 3 до 4 мм завдовжки, щетиноподібні, придавлені, білі.

Центральних колючок — 2, білі, до 2 мм завдовжки.

Квіти — майже чисто-білі (за описом Пілбіма просто білі, з червонувато-жовтими центральними прожилками на зовнішніх пелюстках).

Плоди — червоні.

Ареал зростання — Мексика, штати Ґуанахуато, Коауїла, Тамауліпас, Сан-Луїс-Потосі приблизно на висоті від 1000 до 2200 метрів над рівнем моря.
Деякі дослідники виділяють цей таксон в окремий вид Mammillaria microthele Muehlenpfordt.

### Mammillaria formosa subsp. pseudocrucigera
Mammillaria formosa subsp. pseudocrucigera (R.T.Craig) D.R.Hunt 1997
Синонім — Mammillaria pseudocrucigera R.T.Craig 1945
- Рослина одиночна, або кущиться (в культивуванні групи цих рослин зустрічаються дуже рідко).
- Стебло — плоско-кулясте, до 9 см в діаметрі.
- Аксили — з великою кількістю пуху, особливо в області цвітіння.
- Радіальних колючок — до 18, білі, довжиною від 1 до 2 мм, зазвичай присутні тільки в молодості, пізніше відсутні.
- Центральних колючок — від 2 до 6, білі, але виглядають темно-коричневими, або чорними, через кінці, довжиною від 3 до 4 мм.
- Квіти — виразно-рожеві (за описом Пілбіма з рожево-смугастими широкими пелюстками і білими краями — рожевий відтінок домінує), з білими полями.
- Плоди — яскраво-червоні.
- Насіння — коричневе.
- Ареал зростання — Мексика, штати Ґуанахуато, Керетаро, приблизно на висоті 2000 метрів над рівнем моря).

## Утримання в культурі
Цей вид широко культивується як декоративний.

### Mammillaria formosa subsp. microthele
У культурі Mammillaria formosa subsp. microthele росте досить повільно і далеко не відразу починає утворювати групи. Потребує повного світла і дуже обережного поливу.

### Mammillaria formosa subsp. pseudocrucigera
Mammillaria formosa subsp. pseudocrucigera в культурі повільно зростаюча рослина і зазвичай одиночна утворює красиві, низько-плескаті стебла, приблизно до 10 см в діаметрі, що виростає через 6, або 8 років з насіння. Якщо Mammillaria formosa subsp. pseudocrucigera ніколи не зволожувати зверху (не кропити і не поливати — поливати знизу), то рослина з часом буде покрита пухом майже повністю, так що не буде видно самої рослини. При переливі може легко загнити.

## Охоронні заходи
Mammillaria formosa входить до Червоного Списку Міжнародного Союзу Охорони Природи видів, з найменшим ризиком (LC). Вона дуже поширена, має численні стабільні субпопуляції без будь-яких серйозних загроз.
Тридцять відсотків з відомих субпопуляцій мешкають на природоохоронних територіях.
Охороняється Конвенцією про міжнародну торгівлю видами дикої фауни і флори, що перебувають під загрозою зникнення (CITES).

## Синоніми
- Mammillaria microthele Muehlenpfordt 1848
- Mammillaria chionocephala J.A.Purpus 1906
- Mammillaria pseudocrucigera R.T.Craig 1945
- Mammillaria arroyensis Reppenhagen 1989
- Mammillaria formosa subsp. microrthele (Muehlenpfordt) D.R.Hunt 1997
- Mammillaria formosa subsp. pseudocrucigera (R.T.Craig) D.R.Hunt 1997
- Mammillaria formosa subsp. chionocephala (J.A.Purpus) D.R.Hunt 1998
- Mammillaria arroyensis Reppenhagen 1989
- Mammillaria formosa var. gracilispina Monv. ndat
- Mammillaria formosa var. microthele Salm-Dyck ndat